# 鈴木Fronte 800
鈴木Fronte 800乃是日本鈴木汽車工業（今鈴木公司）於1965年至1969年間製造發售的次緊湊型車，該款車的基本機械構造和第一代Fronte（FEA-II型）相似，但車身尺碼加以放大。
這款車是該公司從輕型車跨入次緊湊型車級距的首部代表作，也是日本國產首部前置前驅小型車。主要競爭對手有第一代豐田Publica、第一代馬自達Familia、大發Compagno、三菱Colt 800等車款，大約3年半的產品生命週期中總共製造2,717輛、出售2,612輛。

## 歷史與概要
雖然四輪開業作鈴木Suzulight屬於輕型車之範疇，1962年第9屆全日本汽車展覽（今東京車展）鈴木首度公開表達進軍次緊湊型車市場的意圖。翌年第10屆全日本汽車展覽展出一輛公司內部稱為「HAX」的四門轎車，即使這輛原型車未透露更多進一步的細節，但車身曲線令人聯想到義大利汽車設計師皮耶特羅·福魯瓦所經手的瑪莎拉蒂Quattroporte和格拉斯1700。事實上這是由曾經參與開發鈴木Colleda Seltwin SB的佐佐木享所領導，內部開發代號「Y4」的後車窗採曲面玻璃以獲得更大視野，也是日本車壇首見。
動力心臟為785c.c.直列三缸氣冷式二衝程C10型引擎，最高馬力表現為41ps / 4,000rpm，扭力峰值8.1kg·m / 3,500rpm，以左傾30度縱置的方式設於引擎室內。此具引擎仿自德國汽車聯盟（Auto Union AG）的DKW Junior引擎，後者的構造同樣為直列三缸二衝程，衝程同樣是68.0mm，缸徑多了0.5mm，但最大馬力僅有34ps / 4,300rpm。前輪懸吊系統為單A臂懸吊加縱置扭力桿，後輪則為縱臂式懸吊加橫置扭力桿，因此可以調整車身高低。
總共製造2,717輛、出售2,612輛的成績並不佳，與其定價策略有關。Fronte 800的標準車型售價46.5萬日圓、高級車型則是54.5萬日圓；反觀較早推出的三菱Colt 800，標準版才44.8萬、高級版49.5萬。此外，1965年11月第一代馬自達Familia改換1.0L新引擎，1966年4月搭載1.0L引擎的日產Sunny上市，同年5月則是速霸陸1000，11月為豐田Corolla。日本車壇最競爭的級距已經演變成以1.0L引擎為主力，鈴木仍以0.8L引擎應付，難怪銷售成績萎靡不振。
不過還有個說法認為鈴木一開始便不打算讓Fronte 800成為主力車款，1960年代日本面臨乘用汽車進口自由化的壓力，通商產業省（今經濟產業省）於1965年主動提出整併國內汽車界的構想。原來只打算一切靠自己開發的鈴木擔心被整併後，連具有實績的二輪摩托車與輕型車也不能做下去，於是迫於這種危機而開發Fronte 800。這款車大多純手工製造，加上後勤維修體系並未跟上，以前鈴木製造的輕型車構造簡單，跨入乘用車的維修技術卻提高，因此原廠並未積極推銷此車款。

### 胎死腹中的Fronte 1100
本來原廠還計劃開發車型代號C20的「Fronte 1100」，亦參考仿製汽車聯盟DKW F102的1,175c.c.直列三缸二衝程引擎，但配合三個法國Solex提供的化油器，使得前輪配置碟煞的Fronte 1100之最大馬力達80ps、極速達160km/hr。但是相較於豐田、日產等強敵，鈴木的公司規模實在無法匹敵。再者，採用二衝程引擎的DKW F102卻在市場上失敗，有了這個前車之鑑，使得鈴木決定中止此開發案。

## 外部連結
- （日語）日本の自動車技術240選 - スズキフロンテ800
- （日語）GAZOO.com: スズキ フロンテ800 1955年1月～1969年1月